# Asplenium dianae
Asplenium dianae är en svartbräkenväxtart som beskrevs av Alan Reid Smith. Asplenium dianae ingår i släktet Asplenium och familjen Aspleniaceae. Inga underarter finns listade.